# KBS 뉴스광장 충북
《KBS 뉴스광장 충북》은 KBS 청주 1TV에서 매주 평일 오전 7시 20분에 방송 중인 충북 지역 아침 종합 뉴스 프로그램이다.

## 개요
KBS 청주 뉴스광장으로 읽는다.

## 앵커
| 대수 | 진행자          | 진행 기간                        | 비고        |
| ---- | --------------- | -------------------------------- | ----------- |
| 1대  | 양문석 아나운서 | 일자 미상 ~ 2021년 3월 26일      |             |
| 2대  | 최인희 아나운서 | 2021년 3월 29일 ~ 2024년 2월 2일 |             |
| 3대  | 이해수 아나운서 | 2024년 2월 5일 ~ 현재            | [ 1 ] [ 2 ] |

## 경쟁 프로그램
- MBC 뉴스투데이 충북 (MBC 충북 TV)
- CJB 7 뉴스 (CJB TV)